# Kočičina

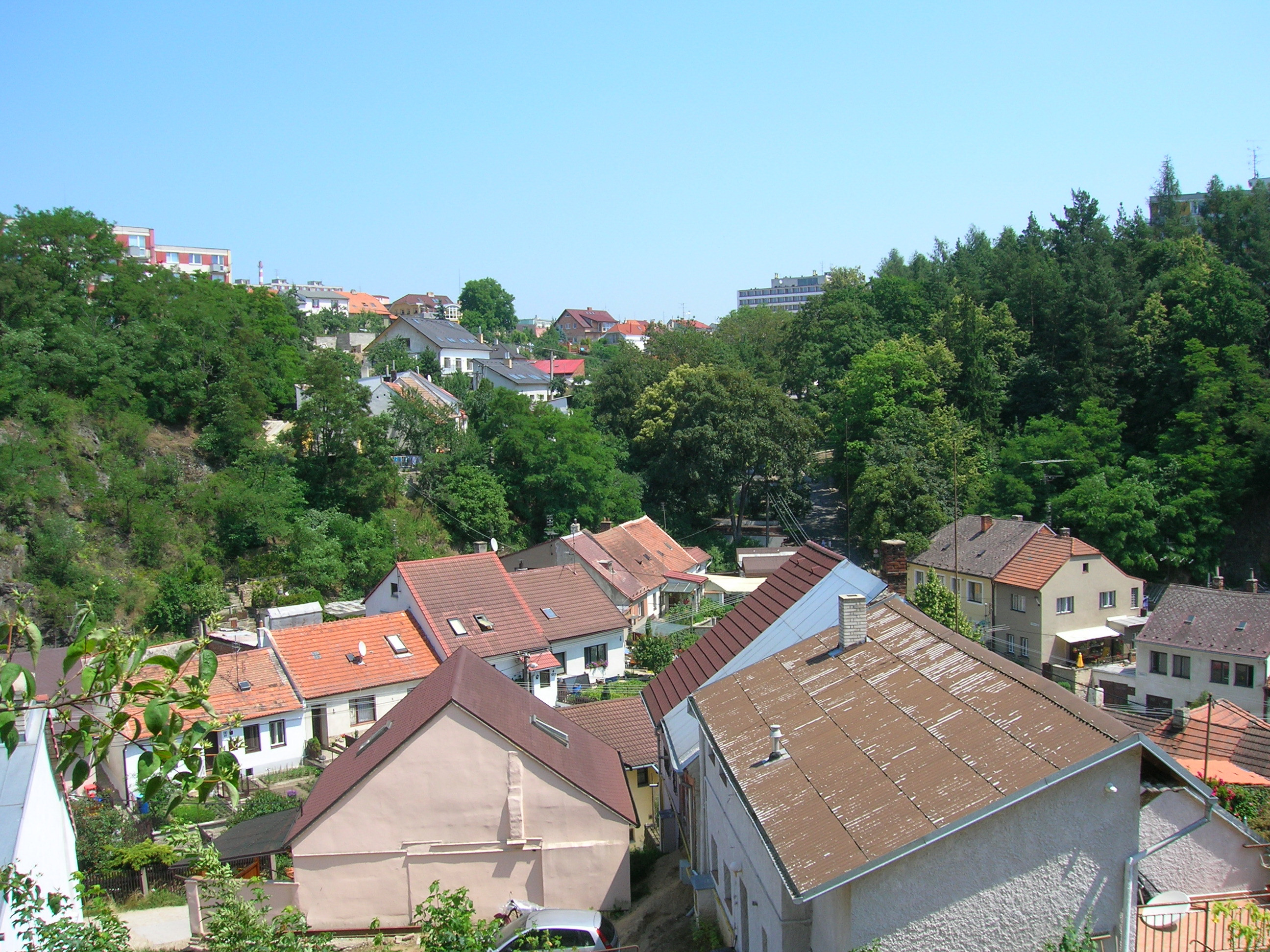
Ulice Cyrilova a kočičinský kopec

Kočičina je část území Nových Dvorů ve městě Třebíči v dolní části Týnského údolí a při řece Jihlavě. Zahrnuje šest ulic a v nich celkem 121 domů. Bývala to dělnická čtvrť, v současnosti je rušnou pěší spojnicí středu města s novodvorskými sídlišti na severu a východě města a místem poskytování drobných služeb a obchodu.

## Umístění

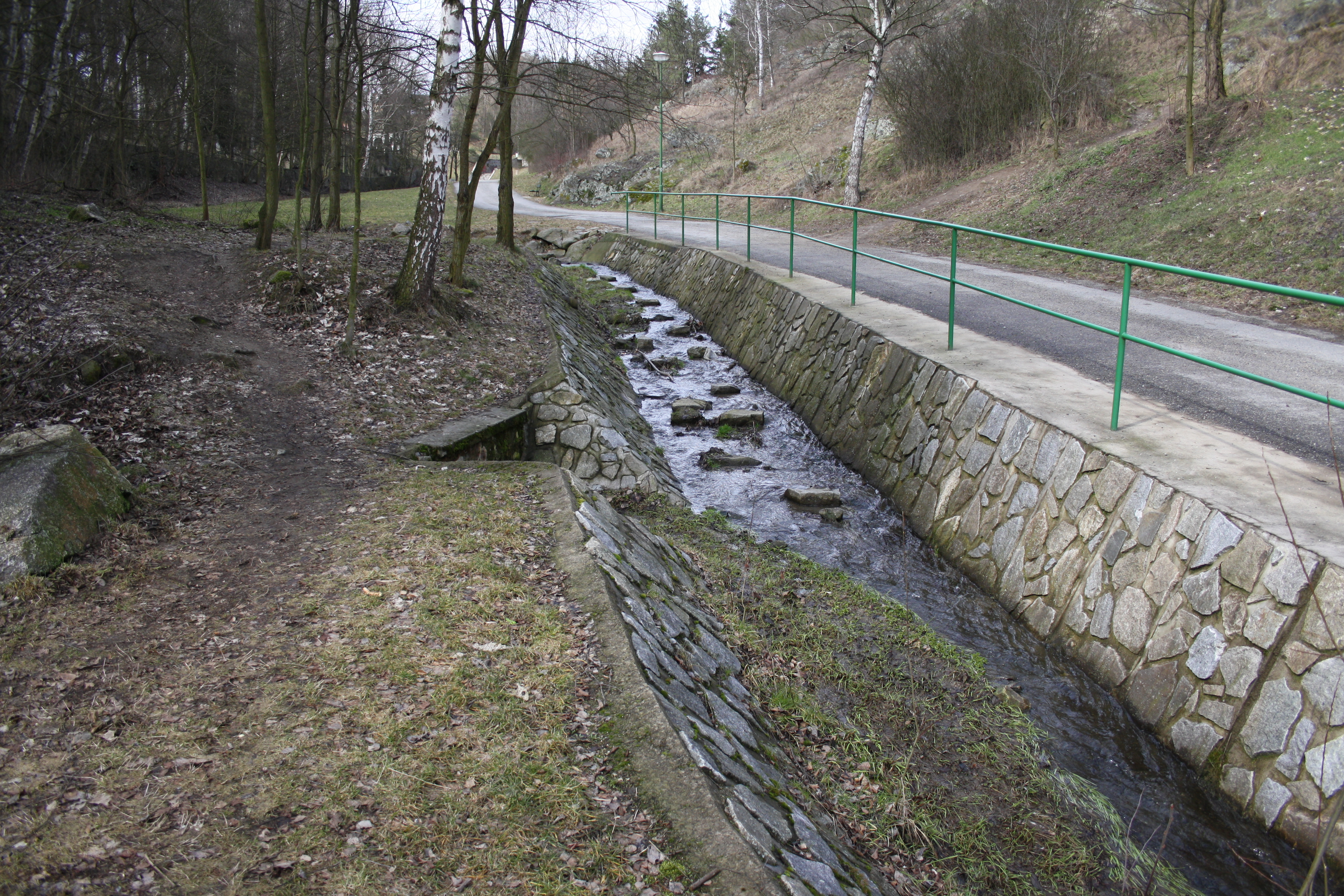
Týnský potok a Týnské údolí.

Páteří Kočičiny jsou ulice Zdislavina a Cyrilova. Její území začíná u rybníka Baby na Týnském potoce, jehož dolní, regulovaný tok pak Kočičina obklopuje. Na rybník Babu navazuje ulice Cyrilova. V místě, kde se Týnský potok stáčí přímo k jihu, se k Cyrilově ulici připojuje prudce k východu stoupající ulice Viktorinova. Týnský potok zde překlenuje první, severní veřejná lávka, spojující ulici Cyrilovu s ulicemi Nad Babou a Pod Hrádkem. Druhá, jižní veřejná lávka přes Týnský potok tvoří přístup do Hasskovy zahrady. Poblíž ní se na Cyrilovu ulici napojuje ulice Zdislavina, běžící dál souběžně s řekou k východu až k novodvorskému mostu. 
V roce 2024 se začalo uvažovat o zakrytí Týnského potoka v Kočičně. Stejně tak by měly být časem rekonstruovány mosty a lávky přes potok vedoucí.
Ulice Zdislavina nese jméno Zdislavy ze Sezimova Ústí, vdově po hraběti Rudolfu z Valdštejna, která v letech 1644–1655 spravovala třebíčské panství za nezletilého syna Františka Adama.
Cyrilova ulice je pojmenována podle Jana Cyrila Špalka, seniora jednoty bratrské, otce Doroty, druhé manželky Jana Amose Komenského. Ve Zdislavině ulici sídlily některé menší podniky, jako např. Schwangmaierova továrna Astol vyrábějící krémy na obuv nebo Marešova továrna na hospodářské stroje (nyní Truhlářství Mareš).
Ulice Viktorinova začínající kočičinským kopcem překonává výškový rozdíl Týnského údolí a Šmeralova kopce. Vzhledem k tomu, že v dolní části této ulice vyvěrala z kopce voda svedená do kovové trubky, vžil se pro toto místo název U troubky. V 50. letech 20. století byl parkově upravený svah nazýván Šmeralovými sady.
Hasskova zahrada se rozprostírá podél jižního srázu hrádecké skály až k ústí Týnského potoka a Soukenickou ulicí přes ni vede mimoúrovňově frekventovaná cesta z Nových Dvorů do Vnitřního Města a na Jejkov. Původní lávka spojující oba břehy řeky byla vybudována v letech 1922–1923. Původní konstrukce byla nahrazena novou lávkou, která byla pro pěší otevřena v prosinci 2011. Stojí v místech, kde dříve býval soukenický jez nahánějící vodu na soukenickou valchu. Lávka výrazně zkrátila docházkovou dobu obyvatel Kočičiny do města a učinila ji i bezpečnější, neboť do té doby byla v době své služby od jara do podzimu k přechodu řeky využívána i čtveřice Hasskových vorů, ukotvených jen několik metrů odtud proti proudu řeky a sloužících praní kůží, prádla, chytání ryb i letním radovánkám vůbec.

## Název

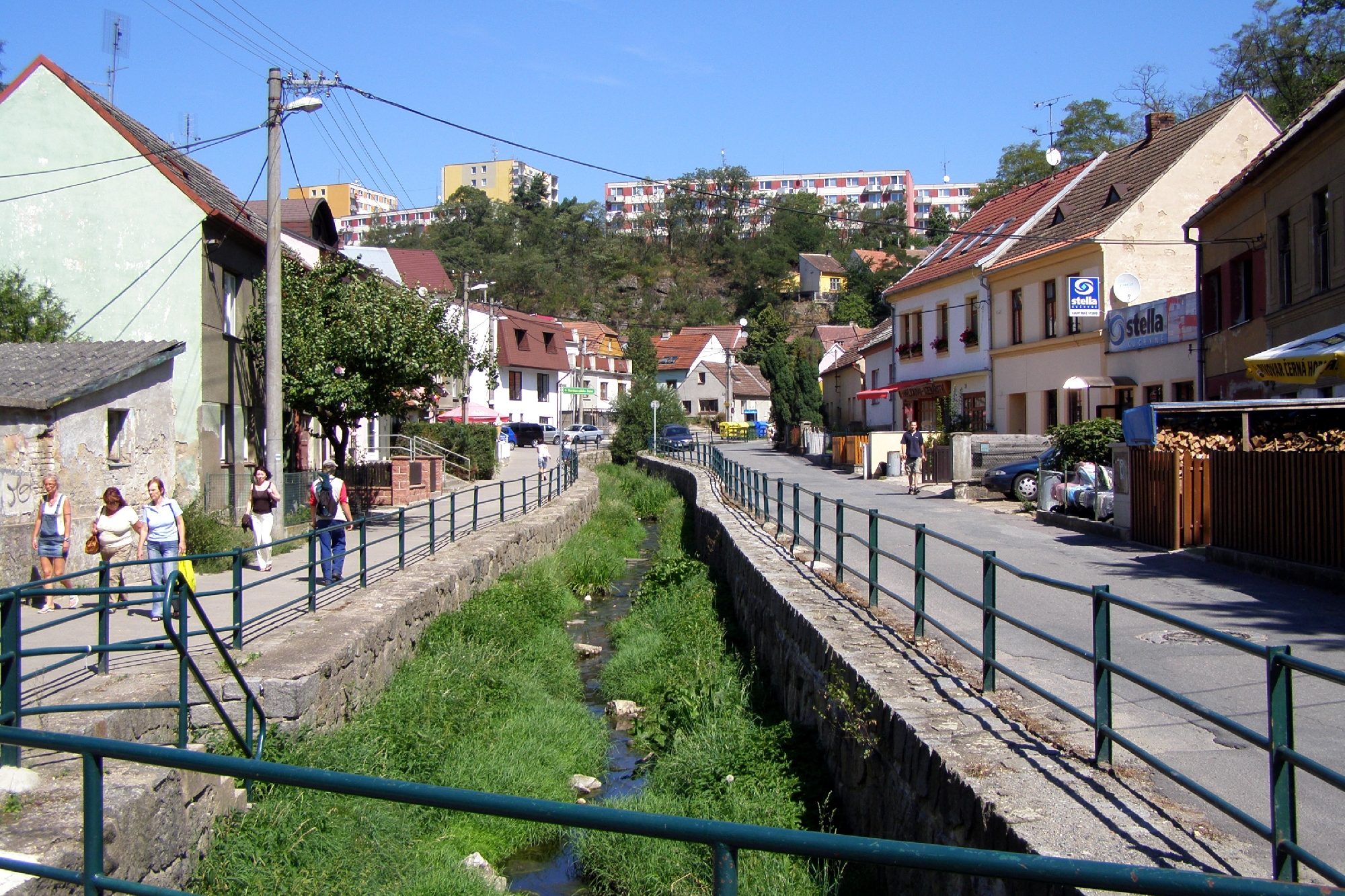
Ulice Zdislavina s Týnským potokem

Kdy a proč se pro shora vymezenou část Nových Dvorů vžilo označení Kočičina, není známo. Historicky ji obývalo chudé koželužské a ševcovské obyvatelstvo, bydlící v malých domcích při skalách Hrádku a Šmeralova kopce a do zaměstnání docházející přes Hrádek do Židů nebo přes Hasskovy vory a posléze přes lávku do města.
Podle jedné tradice může být název Kočičina odvozen od existence velkého černého kocoura, vůdce kočičí smečky. Tato smečka měla jednou napadnout jistého zedníka a hodně ho zřídit. Smečku měl rozprášit a černého kocoura přemoci až udatný řeznický pes Šipejto. Vztah Kočičiny a koček byl i vděčným tématem pro humorná přání nebo pohlednice. Vydána tak byla např. pohlednice zachycující pohled do Cyrilovy ulice od ústí Týnského potoka, po obou stranách ulice jsou lidé a před nimi blíže k fotografovi jsou dvě kočky a mezi nimi nápis:
| „ | Pozdraveny buďtež všechny veličiny z naší drahé, krásné — Kočičiny. | “ |

## Baba

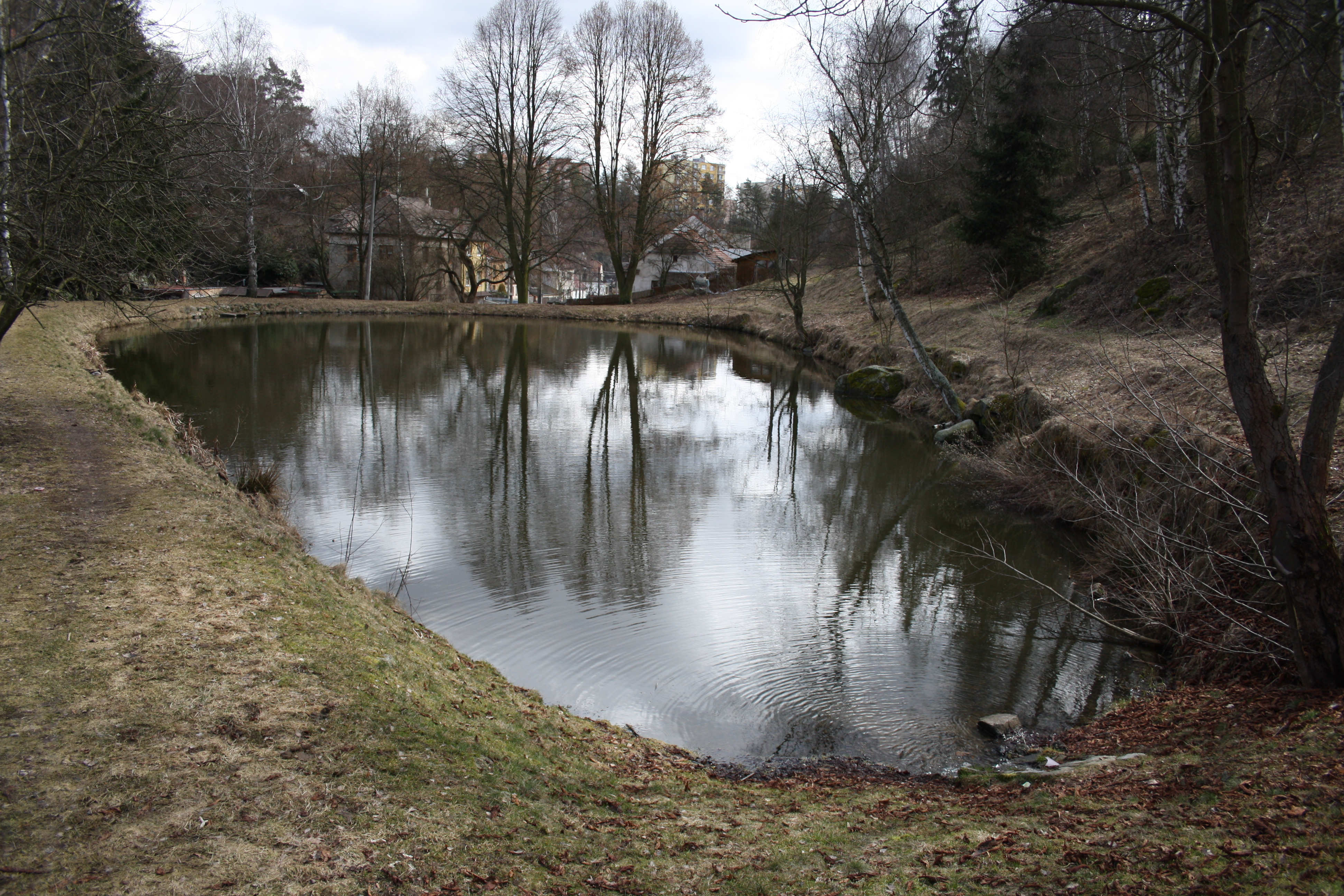
Rybník Baba v Kočičině

Rybník Baba (velikost 0,14 ha) jako poslední v řadě na Týnském potoce před jeho ústím do řeky Jihlavy nechalo město postavit snad již počátkem 16. století. Voda z něho byla odváděna dřevěným potrubím z borových klád až na náměstí do kašen.